# Markus Eisenhut
Markus Eisenhut (* 1963) ist ein Schweizer Journalist.

## Leben
Markus Eisenhut studierte an der Universität Zürich Recht und Germanistik. Bevor er 2001 Chefredaktor der Pendlerzeitung 20 Minuten wurde, war er stellvertretender Chef vom Dienst des Tages-Anzeigers, Nachrichtenchef der SonntagsZeitung, Redaktor der Schweizer Illustrierten sowie Sportchef von Blick und SonntagsBlick. Danach lancierte er für die Tamedia die Pendlerzeitung 20 minutes in der Westschweiz. 2006 wechselte er zur ebenfalls zu Tamedia gehörenden Berner Zeitung, wo er zusammen mit Michael Hug Co-Chefredaktor wurde.
Vom 1. Mai 2009 bis zum November 2012 leitete er zusammen mit Res Strehle die Redaktion des Tages-Anzeigers. Nach der Ernennung von Res Strehle zum alleinigen Chefredaktor wurde Eisenhut Leiter des Redaktionsmanagements. Am 8. Januar 2013 wurde bekannt, dass er den Tages-Anzeiger verlässt.
Seit dem 1. September 2013 war er Senior Consultant bei der PR- und Lobbying-Agentur C-Matrix. Im April 2014 wurde sein Wechsel zur grössten Schweizer PR-Agentur Farner bekannt. Seit Anfang 2016 ist er Kommunikationsleiter bei der Zürich Versicherungs-Gesellschaft.